# Ronny Chieng
Ronny Xin Yi Chieng (Jor Baru, 21 de novembro de 1985) é um comediante e ator malaio.  Atualmente, Chieng é correspondente do The Daily Show e criador e protagonista da comédia Ronny Chieng: International Student, que estreou na ABC e na Comedy Central Asia em 2017.

## Filmografia
| Ano           | Título                                  | Papel                      | Nota(s)             |
| ------------- | --------------------------------------- | -------------------------- | ------------------- |
| 2012          | Problems                                | Mr. Meowgi                 | 4 episódios         |
| 2014          | This is Littleton                       | Vários personagens         | 4 episódios         |
| 2013–2014     | Legally Brown                           | Vários personagens         | 13 episódios        |
| 2013–2014     | It's a Date                             | Winston                    | 2 episódios         |
| 2013–2014     | Have You Been Paying Attention?         | ele mesmo                  | 3 episódios         |
| 2015–presente | The Daily Show with Trevor Noah         | ele mesmo (correspondente) |                     |
| 2016          | Comedy Showroom                         | Ronny Chieng               | 1 episódio          |
| 2016          | The Katering Show                       | ele mesmo                  | 1 episódio          |
| 2017          | Ronny Chieng: International Student     | Ronny Chieng               | 7 episódio          |
| 2018          | Crazy Rich Asians                       | Edison "Eddie" Cheng       |                     |
| 2019          | Asian Comedian Destroys America!        | ele mesmo                  | especial da Netflix |
| 2019          | 47° edição do International Emmy Awards | anfitrião                  |                     |
| TBA           | Super Simple Love Story                 | Harris                     | papel principal     |